# Concili de Clarmont (1095)
|  | Per a altres significats sobre Per l'anterior Concili de Clermont, vegeu «Concili de Clermont (535)». |

El Concili de Clarmont  va ser un sínode mixt d'eclesiàstics i laics de l'Església catòlica que va tenir lloc el novembre de 1095 a la localitat de Clarmont d'Alvèrnia i que va desencadenar la Primera Croada.
El 1095, l'emperador romà d'Orient, Aleix I Comnè, va enviar llegats a Occident demanant ajuda militar contra els seljúcides. El missatge va ser rebut pel papa Urbà II, que es trobava en aquells moments al Concili de Piacenza, i el novembre d'aquell any va convocar el Concili de Clermont per debatre l'afer. En convocar el concili, Urbà II va demanar als bisbes i abats que portessin amb ells els senyors locals d'importància.
El Concili va durar des del 18 fins al 28 de novembre de 1095 i van assistir-hi uns 30 arquebisbes i 225 bisbes. Urbà va tractar les reformes de Cluny i va confirmar l'excomunió del rei francès Felip I pel seu segon matrimoni. El dijous 27 de novembre, Urbà II va parlar per primera vegada dels problemes a l'est i va declarar la guerra santa (bellum sacrum) contra els musulmans que ocupaven Terra Santa, designant Adhemar de Monteil, bisbe de Lo Puèi de Velai, com el seu llegat.
Segons l'historiador contemporani Fulqueri de Chartres, Urbà II també va parlar de diversos abusos de l'Església com la simonia i l'incompliment de la Pau i Treva de Déu. Després va demanar als cristians occidentals, pobres i rics, que acudissin a l'est en auxili dels grecs, ja que Deus lo volt ('Déu ho vol'), exclamació amb què el papa va acabar el seu discurs i que va passar a ser el crit de guerra dels croats. Fulqueri recull que Urbà II va prometre la remissió dels pecats per a aquells que realitzessin el viatge a Terra Santa, encara que probablement no es referia al que amb el temps s'anomenaria indulgència.